# Goodtech
Goodtech är ett ingenjörsorienterat teknikföretag grundat 1913. I oktober 2010 gick Goodtech och svenska El & Industrimontage samman. Goodtech ASA är noterat på Oslobörsen.